# Боровик двуцветный
Боровик двуцветный (лат. Boletus bicolor) — съедобный гриб рода Боровик (Boletus) семейства Болетовые (Boletaceae). 
Научные синонимы:
- Ceriomyces bicolor (Peck) Murrill, 1909
- Boletus rubellus subsp. bicolor (Peck) Singer, 1947

## Описание
Шляпка сначала выпуклая, затем широко раскрытая, розово-красной окраски.
Мякоть мясистая, жёлтая, синеет на срезе.
Ножка окрашена так же, как и шляпка.
Трубчатый слой жёлтый.

## Экологияи распространение
Гриб обычен на востоке Северной Америки.
Сезон лето.

## Сходные виды
- Боровик несъедобный (Boletus calopus) имеет менее ярко окрашенную шляпку.